# غوردون وايلد
غوردون وايلد (بالألمانية: Gordon Wild) (16 أكتوبر 1995 في ألمانيا - ) هو لاعب كرة قدم ألماني في مركز الهجوم. لعب مع Maryland Terrapins ‏.

## وصلات خارجية
- غوردون وايلد على موقع الدوري الأمريكي (الإنجليزية)
- غوردون وايلد على موقع قاعدة بيانات كرة القدم.إي يو (الإنجليزية)
- غوردون وايلد على موقع Soccerway.com (الإنجليزية)
- غوردون وايلد على موقع عالم كرة القدم.نت (الإنجليزية)